# Pico (Latium)
Pico ist eine italienische Gemeinde in der Provinz Frosinone in der Region Latium mit 2625 Einwohnern (Stand 31. Dezember 2023) und liegt 116 km südöstlich von Rom und 36 km südöstlich von Frosinone. Der Ort ist seit 2017 Mitglied der Vereinigung I borghi più belli d’Italia (Die schönsten Orte Italiens)

## Geographie
Pico liegt in den Monti Ausoni.
Es ist Mitglied der Comunità Montana Monti Ausoni.
Die Nachbarorte sind Campodimele (LT), Lenola (LT), Pastena, Pontecorvo und San Giovanni Incarico.

## Bevölkerungsentwicklung
| Jahr      | 1861 | 1881 | 1901 | 1921 | 1936 | 1951 | 1971 | 1991 | 2001 | 2017 |
| --------- | ---- | ---- | ---- | ---- | ---- | ---- | ---- | ---- | ---- | ---- |
| Einwohner | 2272 | 2495 | 3461 | 4002 | 3876 | 4040 | 3211 | 3194 | 3123 | 2850 |

Quelle: ISTAT

## Politik
Antonio Pandozzi (Bürgerliste) wurde im Juni 2008 zum Bürgermeister gewählt. Seit dem 27. Mai 2013 übt Ornella Carnevale (Unione Cittadina Torre) dieses Amt aus. Sie wurde am 10. Juni 2018 wiedergewählt.